# Khalid al-Mihdhar
Khalid al-Mihdar, خالد المحضار, född 16 maj 1975, död 11 september 2001, tros ha varit en av kaparna på Flight 77, en Boeing 757-223 som flög in i Pentagon morgonen den 11 september 2001.